# بول كرامر
بول كرامر (بالإنجليزية: Paul Kramer)‏ هو سياسي أمريكي، ولد في 6 سبتمبر 1933 في ترنتون في الولايات المتحدة. حزبياً، نشط في الحزب الجمهوري. وقد انتخب عضو جمعية نيوجيرسي العامة.